# Lienardia caelata
Lienardia caelata is een slakkensoort uit de familie van de Clathurellidae. De wetenschappelijke naam van de soort is voor het eerst geldig gepubliceerd in 1873 door Andrew Garrett.
De soort werd door Garrett aangetoffen in de koraalriffen van de Fiji-eilanden.